# Start from the Dark
Start from the Dark je sedmé studiové album švédské hard rockové skupiny Europe. Vydáno bylo 22. září 2004 společností Sanctuary Records. Bylo to první album po rozpadu skupiny v letech 1992–2003.
Píseň Roll With You je věnována příteli Joeyeho Tempesta, který byl těžce nemocen.

## Seznam skladeb
1. "Got to Have Faith" (Joey Tempest, John Norum) – 3:10
2. "Start from the Dark" (Tempest, Norum) – 4:12
3. "Flames" (Tempest) – 3:55
4. "Hero" (Tempest) – 4:15
5. "Wake Up Call" (Tempest, Norum) – 4:14
6. "Reason" (Tempest, Mic Michaeli) – 4:37
7. "Song No. 12" (Tempest, Norum) – 4:09
8. "Roll With You" (Tempest, Norum) – 4:30
9. "Sucker" (Tempest) – 3:42
10. "Spirit of the Underdog" (Tempest) – 4:25
11. "America" (Tempest) – 3:35
12. "Settle for Love" (Tempest, Norum) – 3:49

## Sestava
- Joey Tempest – zpěv
- John Norum – kytara
- John Levén – baskytara
- Mic Michaeli – klávesy
- Ian Haugland – bicí